# Бжеський (Бжецький, Безділь) Федір (Теодор)
Бжеський (Бжецький, Безділь) Федір (Теодор) (24.05.1896, с. Мізунь, тепер Долинський район Івано-Франківської області — після 1936) український військовик, стрілець Окремого загону Січових стрільців (09 — 11.1918) та дивізії Січових стрільців (11.1918 — 1919). звання — старший десятник.
Нагороджений Хрестом Симона Петлюри.
Відповідно до українського законодавства є борцем за незалежність України у ХХ столітті.

## Біографія
Федір Бжеський закінчив міську школу, та перший курс Державної учительської семінарії (м. Самбір, 1913) та 6-місячний кооперативний курс (Йожефів, 1922). У “Власноручному описі життя” зазначав:
“В часі російської інвазії в Галичині забрано мене з підводою, і я по довгім скитанню з російськими військами дістався случайно до Юзовки Січеславської губернії, де мною заопікувався начальник мостового цеху на заводі “Н. Р. О-ва”. Я за його посередництва учащав до місцевого семінара і здав іспити другого курсу в шкільнім році 1917 —1918. У вересні 1918 року вступив я до С.С. у Білій Церкві і при С.С. був аж до 1919 року. В грудні 1919 року дістався до польського полону біля Чорного Острова. В січні 1920 утік з полону на Чехословаччину і прибув до Яблінного, де був принятий і став на місце якогось Бжецького, під цим чужим прізвищем зістав я аж донині. З Німецького Яблінного мене вислано на робітничий відділ в Празі, з якого повернувся до Йожефова в кінці 1921 року, де й перебуваю. В кінці 1922 року я скінчив 6-місячний кооперативний курс, улаштований КПК в Йожефові. Зараз учащаю на матуральний курс учительської семінарії імені Івана Франка в Йожефові і влітку приступаю до іспиту зрілости”.
26 червня 1923 року Федір Бжеський подав заяву на агрономічний підвідділ агрономічно-лісового відділу УГА, Одначе він так і не був прийнятий.
Подальша доля невідома. 